# Love Lundell
Love Lundell, född 20 maj 1981 i Boo församling i Nacka, är en svensk konstnär utbildad vid Pernbys målarskola och Kunstakademiet i Trondheim. Han har ställt ut i bland annat Tyskland, Danmark, Norge och runt om i Sverige. Love Lundell är representerad vid Wetterling Gallery. Han finns representerad i flera samlingar, bland annat i Statens konstråd.
Love Lundell är son till musikern Ulf Lundell och är gift med musikern Maria Andersson.